# Boleboř
Boleboř (německy Göttersdorf) je obec v Ústeckém kraji v okrese Chomutov. Žije v ní 351 obyvatel. Vesnice stojí v Krušných horách v nadmořské výšce okolo 620 metrů, devět kilometrů severně od Chomutova a pět kilometrů severozápadně od Jirkova. Vznikla nejspíše v první polovině čtrnáctého století na panství hradu Nový Žeberk, ale později se stala součástí panství Červeného hrádku a ještě později Ahníkova. Obyvatelé se živili především málo výnosným zemědělstvím, chovem dobytka, prací v lese a zpracováním dřeva. Po zrušení poddanství se Boleboř stala samostatnou obcí. V samotné Boleboři žije asi 170 obyvatel.

## Název
Název vesnice je odvozen z osobního jména Bolebor ve významu Boleborův les nebo háj, ze kterého byl přenesen na blízkou vesnici. V historických listinách se jméno vyskytuje například ve tvarech: Gotfridi villa (1352), Boliborz (1392), Boleborss (1405), Gottessdorff (1549), w Boliborzy (1561) nebo Getterrsdorff (1623).

## Historie

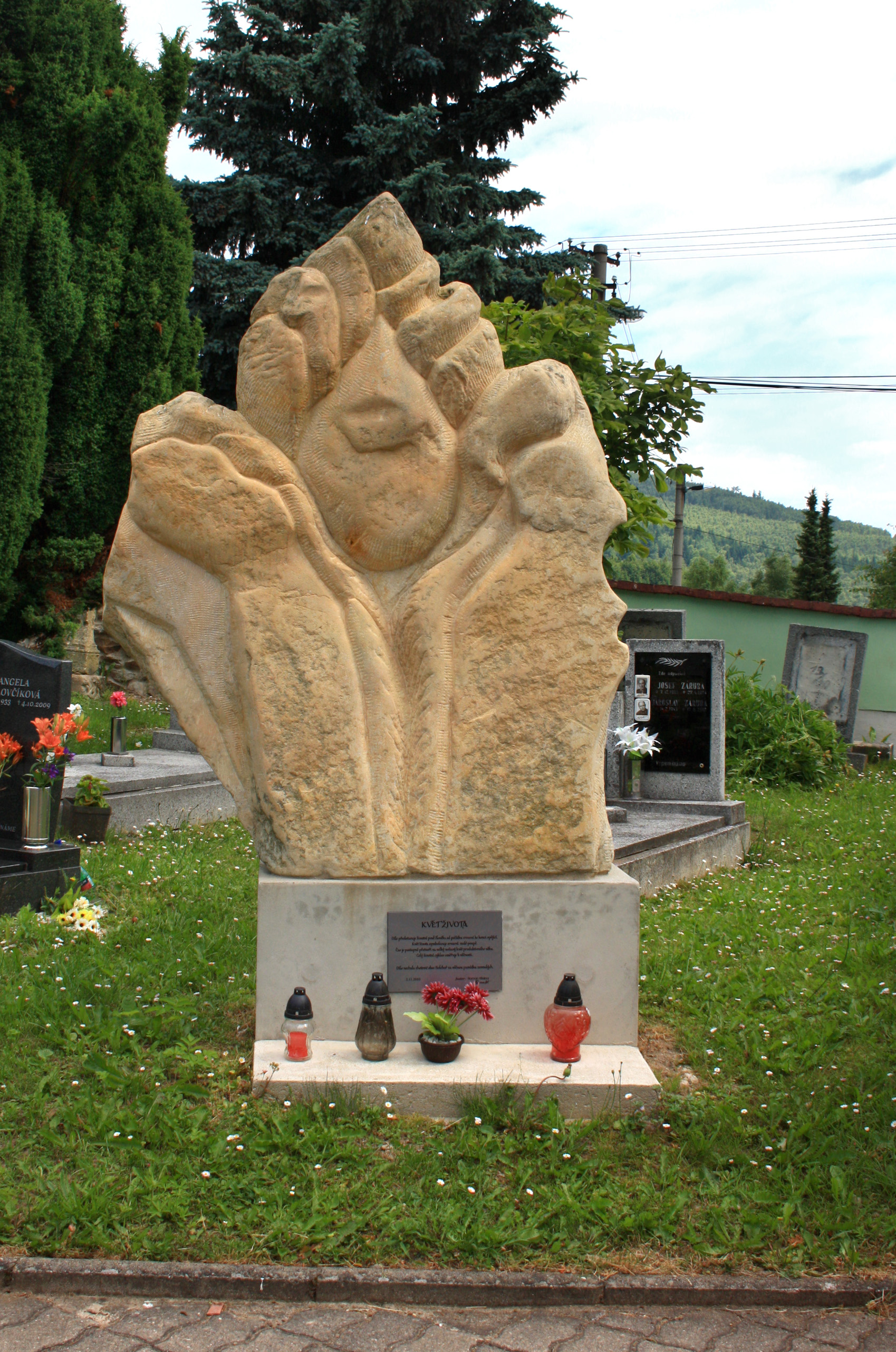
Plastika na hřbitově

První písemná zmínka o vesnici pochází z roku 1352. Boleboř patřila k panství hradu Nový Žeberk, na kterém na přelomu sedmdesátých a osmdesátých let čtrnáctého století sídlil Ota z Bergova. Vrchnost měla patronátní právo k bolebořskému kostelu, který byl v roce 1384 kostelem farním. V roce 1383 Nový Žeberk koupil Těma z Koldic. Koldicům, kteří hrad několikrát zastavili, patřilo panství nejméně do roku 1402, po kterém se v jeho držení vystřídalo více majitelů, mezi nimiž byli Albrecht z Dubé, Albrecht z Ervěnic (1407) a snad také Dětřich Kraa z Borku. Od roku 1418 panství patřilo Vítovi ze Šumburka, po něm snad jeho synovi a v roce 1453 se majitelem stal Albert Konipas. Jeho sídelním hradem se stal Borek, a od té doby Boleboř patřila k červenohrádeckému panství.
Lorenc Glac roku 1516 odkázal veškerý majetek své dceři Anně, od které ho sňatkem získal Šebestián z Veitmile. Boleboř se stala součástí chomutovského panství, u kterého zůstala do roku 1605, kdy byl rozprodán majetek zabavený Jiřímu Popelovi z Lobkovic. Boleboř patřila k vesnicím, které koupil Linhart Štampach ze Štampachu z ahníkovského panství. Za Linhartova syna Jana Jindřicha byla Boleboř připojena k Březnu. Janu Jindřichovi byl v roce 1622 zabaven veškerý majetek za podporu a osobní setkání s králem Fridrichem Falckým během stavovského povstání. Přestože mu měla být vyplacena polovina částky, za kterou byl jeho majetek prodán, odešel Jan Jindřich Štampach roku 1628 do Saska. Boleboř získal do zástavy Jaroslav Bořita z Martinic, jehož zeť Florián Jetřich Žďárský ze Žďáru ji roku 1623 připojil ke spojenému panství Ahníkov-Prunéřov. Ze stejné doby pochází také první zmínka o bolebořské tvrzi, po které ještě na konci dvacátého století zbývaly části příkopu a valů severovýchodně od zbořeného kostela.
Po třicetileté válce byla vesnice ve špatném stavu. Deset usedlostí bylo pustých. Žilo zde šest sedláků, patnáct chalupníků a devatenáct poddaných bez většího majetku. Z nich byl jeden kolářem, další krejčím, jeden ze sedláků měl šenk a tři chalupníci se živili jako švec, krejčí a tkadlec. Všem obyvatelům patřilo dohromady třicet potahů, 51 krav, 29 jalovic, dvě prasata a 23 koz. Někdy na přelomu sedmnáctého a osmnáctého století si u hospodářského dvora nechali Martinicové postavit jako letní sídlo malý zámek upravený po roce 1880 na sídlo lesní správy.
V roce 1794 ve vesnici bylo 71 hospodářství, kostel s farou a školou, panský zámek a poplužní dvůr. Kromě zemědělství se obyvatelé věnovali předení lnu, bělení plátna a chovu ryb ve čtyřech rybnících. Potok Lužec (též Nivský potok) se používal k plavení dřeva k Jirkovu. V devatenáctém století si většina obyvatel přividělávala výrobou dřevěného zboží pro domácnost. Na konci devatenáctého století se také vyráběly dřevěné zátky a dýhované krabice.
Podle zpráv z roku 1898 v Boleboři fungovaly čtyři hostince, dva obchody, trafika a živnost provozovali pekař, kovář, řezník, holič, tři soustružníci dřeva, dva ševci a tři krejčí. Zemědělci pěstovali žito, ječmen, oves, len, brambory a jetel. Poblíž bývala parní pila, kde se zpracovávalo dřevo z okolních lesů a v kamenolomu se těžil štěrk. Trojtřídní školu navštěvovalo okolo 170 žáků.
V roce 1900 byl v obci vybudován vodovod, na který bylo napojeno sedm požárních hydrantů. O pět let později starosta Antonín Zimmermann navrhl založení hasičského sboru. Roku 1906 měl hasičský sbor 40 členů a zakoupil stříkačku. Největší požár zdejší hasiči hasili přímo v Boleboři, když 27. října 1947 vypukl po dlouhém období sucha požár, ve kterém shořelo čtrnáct domů a kostel.
Během šedesátých let dvacátého století byla část domů upravena k rekreačnímu bydlení a z jednoho hostince vzniklo rekreační středisko, které patřilo velkolomu Československé armády. Postaveny byly také budovy státního statku Chomutov určené k chovu jatečního skotu. Pracovalo v nich okolo třiceti zaměstnanců, kteří bydleli ve dvou nových bytových domech. Většina obyvatel však za prací dojížděla do průmyslových podniků v podhůří.

## Přírodní poměry
Boleboř stojí devět kilometrů severně od Chomutova a pět kilometrů severozápadně od Jirkova uprostřed stejnojmenného katastrálního území o rozloze 4,3 km². Území je protažené přibližně ve směru sever–jih. Celková výměra obce, ke které patří další tři katastrální území, dosahuje 20,08 km². Sousedními obcemi jsou Kalek na severozápadě, Hora Svaté Kateřiny na severovýchodě, Vysoká Pec na jihovýchodě, Jirkov na jihu a Blatno na jihozápadě a na západě. Hranici území na východě vymezuje potok Lužec a na západě přibližně silnice z Jindřišské do Kalku. Na severu území zasahuje až na jižní okraj Svahové.
Přibližně tři čtvrtiny celkové rozlohy obce v roce 2016 pokrývaly lesy (1 574 hektarů), vodní plochy (14 hektarů) a ostatní plochy (74 hektarů). Dominantní složkou zemědělské půdy byly trvalé travní porosty s 254 hektary. Na ornou půdu připadlo pouze 75 hektarů a na zahrady jen sedm hektarů. Koeficient ekologické stability byl podle dat z roku 2015 11,66, což území řadí mezi přírodě blízké oblasti s převahou ekologicky stabilních struktur a nízkým využitím krajiny člověkem.
V geologickém podloží pod vesnicí se vyskytují prekambrické horniny zastoupené dvojslídnými a biotitickými rulami. Jižní úbočí Farského vrchu a oblast jižně od vesnice tvoří předvariské intruzivní horniny a horniny neznámého stáří, které jsou často deformované a metamorfované. Zastupují je různé druhy metagranitů až metagranodioritů a ortoruly.
V geomorfologickém členění Česka oblast leží v geomorfologickém celku Krušné hory a podcelku Loučenská hornatina. Kolem kostela vede ve směru západ–východ hranice geomorfologických okrsků. Krajina jižně od hranice spadá do Bolebořské vrchoviny, zatímco severní část patří k Rudolické hornatině. Nejvyšším bodem území je vrchol Farského vrchu s nadmořskou výškou 799 metrů. Nejnižší bod se nachází v údolí Lužce na jihovýchodním úbočí vrchu Kamenice ve výšce okolo 410 metrů. Zástavba samotné vesnice stojí ve výškách 595–635 metrů.
Z půdních typů se ve střední části území vyskytuje kambizem dystrická, ale severní a jižní části pokrývá podzol kambický.
Větším vodním tokem je pouze Lužec, který má řadu drobných bezejmenných přítoků. Jeden z nich napájí Ovčí rybník, který se nachází jeden kilometr jihovýchodně od vesnice. Do jihovýchodního cípu katastrálního území zasahuje přírodní památka Drmaly.

## Obyvatelstvo
Při sčítání lidu v roce 1921 zde žilo 435 obyvatel (z toho 204 mužů). Kromě čtyř cizinců byli německé národnosti a všichni patřili k římskokatolické církvi. Podle sčítání lidu z roku 1930 měla vesnice 414 obyvatel: dva Čechoslováky a 412 Němců. Kromě jednoho člověka bez vyznání a jednoho člena evangelických církví se ostatní hlásili k církvi římskokatolické.
|                                                         | 1869 | 1880 | 1890 | 1900 | 1910 | 1921 | 1930 | 1950 | 1961 | 1970 | 1980 | 1991 | 2001 | 2011 | 2021 |
| ------------------------------------------------------- | ---- | ---- | ---- | ---- | ---- | ---- | ---- | ---- | ---- | ---- | ---- | ---- | ---- | ---- | ---- |
| Obyvatelé                                               | 485  | 450  | 434  | 424  | 420  | 435  | 414  | 148  | 144  | 194  | 167  | 146  | 154  | 172  | 206  |
| Domy                                                    | 88   | 87   | 89   | 87   | 92   | 94   | 93   | 65   | 60   | 48   | 46   | 51   | 65   | 72   | 79   |
| Data z roku 1961 zahrnují i domy z místní části Orasín. |      |      |      |      |      |      |      |      |      |      |      |      |      |      |      |

## Obecní správa

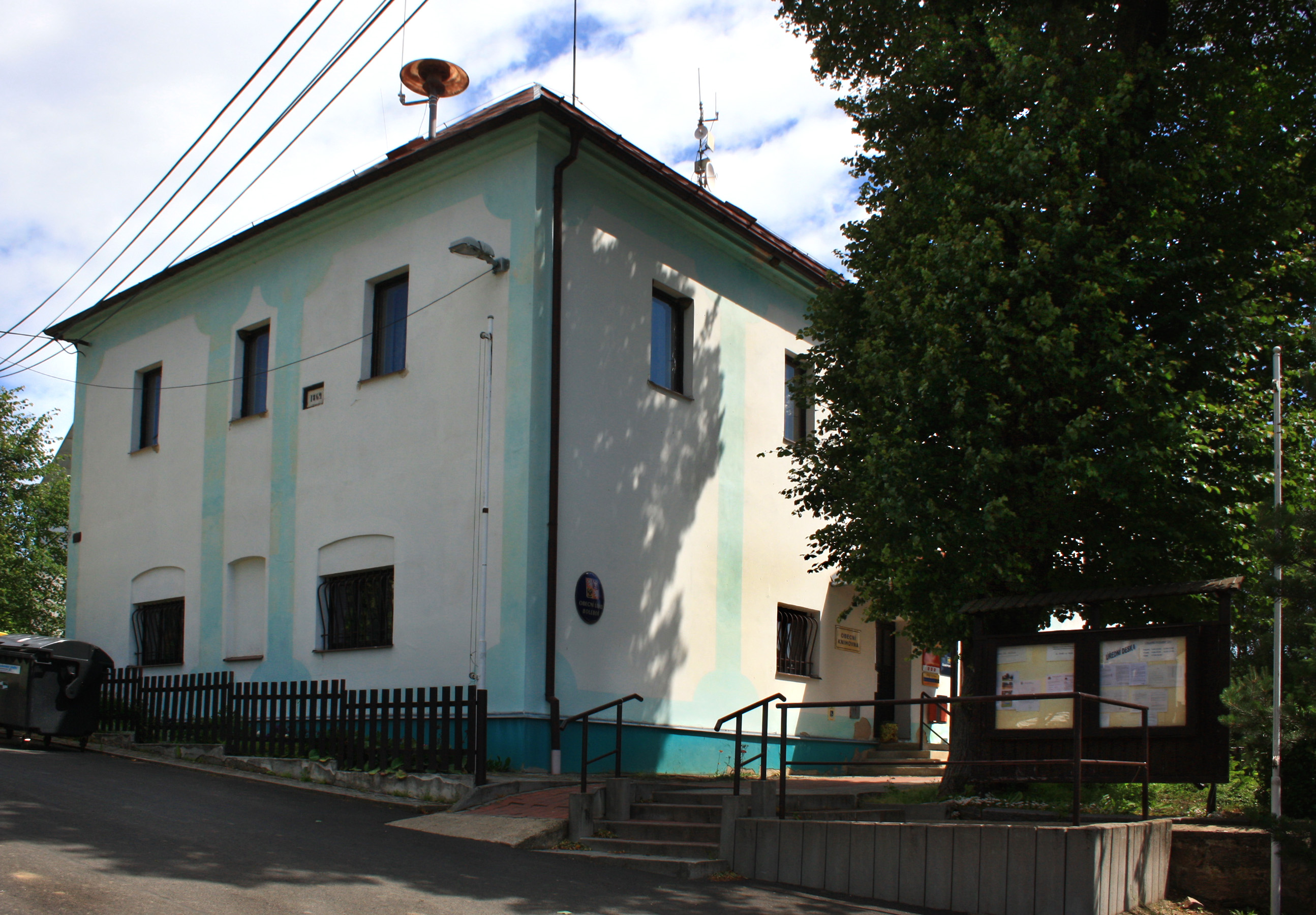
Obecní úřad

### Správní území a místní části
Boleboř je od roku 1850 samostatnou obcí. Leží v Ústeckém kraji v okrese Chomutov a patří k ORP Chomutov. Kromě samotné Boleboře k obci patří od roku 1954 Orasín a od roku 1960 Svahová. V letech 1955–1960 byla součástí obce také Pyšná.

### Zastupitelstvo a starosta
Při volbách do obecních zastupitelstev konaných 22. května 1938 v Boleboři žilo 287 voličů. Volby však neproběhly, protože kandidátní listinu podala pouze Sudetoněmecká strana, která se tak automaticky stala vítězem voleb.
V místních volbách se volí devět členů obecního zastupitelstva. Ve volbách do obecního zastupitelstva na funkční období 2014–2018 byla volební účast v obci 78,54 %. Sedm zvolených zastupitelů bylo členy sdružení Za moderní venkov a bohatou obec Boleboř a dva patřili ke sdružení Rozvoj obcí Boleboř, Orasín, Svahová a Lesná. Starostou se stal Jan Juřina.
Ve volbách do obecního zastupitelstva v roce 2022 byla volební účast v obci 75,85 %. Starostou se stal Martin Valeš.

## Doprava
Boleboř stojí na silnici třetí třídy č. 25220 z Jirkova do Brandova, ze které odbočuje silnice III/25211 směrem do Orasína a III/25215 do Kalku. Do vesnice zajíždí autobusová linková doprava a nejbližší železniční stanice a zastávky jsou Jirkov na trati Chomutov–Jirkov a Jirkov zastávka na trati Ústí nad Labem – Chomutov. Vede tudy žlutě značená turistická trasa z Kalku do Jirkova a začíná zde modře značená trasa přes Orasín a Mezihoří do Zákoutí. Po silnici z Orasína do Rudolic v Horách je značená cyklotrasa č. 2079.

## Pamětihodnosti

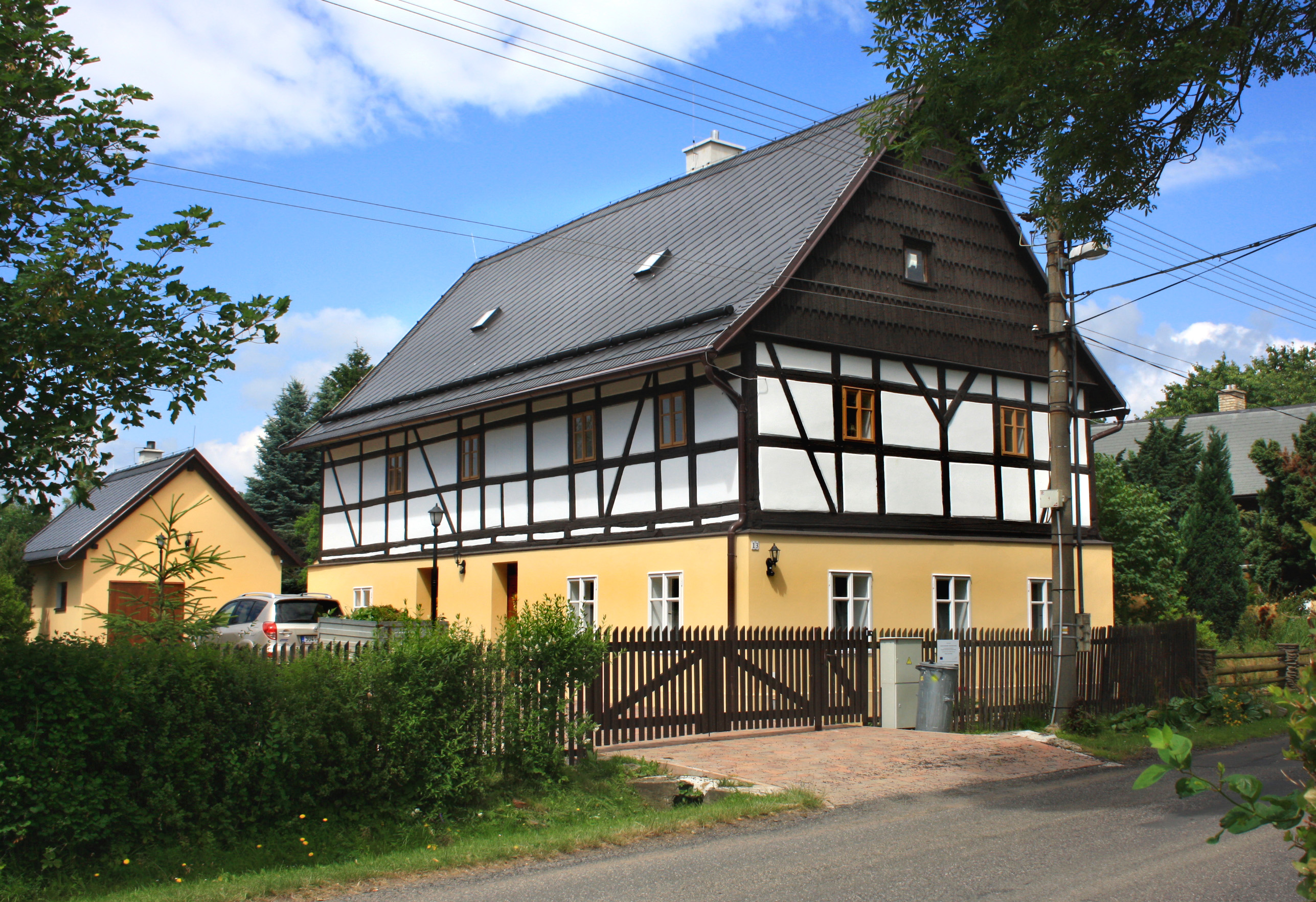
Památkově chráněný dům čp. 13

Ve vesnici se dochovalo několik hrázděných domů (památkově chráněné usedlosti čp. 6, 10, 13 a 14). Stával v ní jednolodní barokní kostel svatého Mikuláše z roku 1729 navržený architektem Janem Kryštofem Koschem. Loď i presbytář měly elipsovitý půdorys, kasulová okna a plackové klenby. Před západním průčelím stála hranolová věž. Kostel byl zbořen v roce 1959 a na jeho místech byla roku 1993 postavena kaple s volně stojící zvonicí. Na jižním okraji vesnice stojí u silnice barokní socha svatého Donáta z roku 1744.